# Grzegorz Kwiatkowski (kolarz)
Grzegorz Kwiatkowski (ur. 9 grudnia 1979 w Będzinie) – polski kolarz szosowy, medalista mistrzostw Polski.

## Kariera sportowa
Karierę sportową rozpoczął w klubie LZS MOS Ziemia Będzińska. Następnie był zawodnikiem zawodowych zespołów Weltour Katowice (2001-2004) i PAGED MBK SCOUT Częstochowa (2005). Jego największymi sukcesami w karierze było górskie mistrzostwo Polski w 2002 i brązowy medal mistrzostw Polski w wyścigu szosowym ze startu wspólnego w 2003. Po ciężkiej kontuzji wyjechał do Francji, gdzie ścigał się w barwach drużyn amatorskich (m.in. US Montauban (2009), Albi VS (2010), Azysa-Conor WRC (2011).